# Sociedad Hispánica de América
La Sociedad Hispánica de América (Hispanic Society of America) es un museo gratuito y biblioteca de investigación para el estudio de las artes y cultura de España, Portugal, Iberoamérica y Filipinas, que se encuentra en la ciudad de Nueva York.
Fundada por Archer Milton Huntington el 18 de mayo de 1904, abrió sus puertas en su edificio estilo Beaux-Arts, que es aún hoy su sede, en 1908, en la llamada Audubon Terrace, situada en la avenida Broadway entre las calles 155 y 156 de Nueva York. La Sociedad Hispánica cuenta con un museo, una biblioteca y el seminario de estudios hispánicos medievales (Hispanic Seminary of Medieval Studies), que es considerado como una de las más prestigiosas editoriales en su campo. Aunque su nombre se refiere a una «sociedad», y el fundar una sociedad dedicada al estudio de España fue una de las metas de Huntington, jamás ha funcionado como tal. Los miembros de la sociedad —completamente honorífica— los escogen los bibliotecarios.
En 2017, una selección de más de 200 piezas destacadas de la Sociedad se presentó en el Museo del Prado de Madrid, como inicio de una muestra itinerante por otros museos e instituciones del mundo. Ese mismo año, recibió el premio de Cooperación Internacional Princesa de Asturias.

## Museo
El museo cuenta con más de 800 pinturas, 600 acuarelas, 1.000 esculturas y 6.000 objetos decorativos, incluyendo una colección de textiles. Asimismo posee una amplia colección de 15.000 grabados de varias épocas y más de 175.000 fotografías desde 1850.

### Arqueología y artes decorativas
El panorama de piezas arqueológicas y decorativas procedentes de la península ibérica es asombroso: arranca con 23 vasos completos de la cultura campaniforme y con ejemplos celtibéricos, y sigue con esculturas y orfebrería del imperio romano, joyas visigodas y un variado repertorio relativo a la cultura islámica, con piezas capitales como un píxide tallado en marfil en el siglo ix y varios textiles nazaríes e hispanomusulmanes.
Hay además orfebrería renacentista y barroca, como una custodia procesional, platería eclesiástica y civil, vestimentas litúrgicas y joyería, así como muestras de cerámica de Manises (150 piezas) y porcelana de Alcora. Llama igualmente la atención el fondo de herrajes de los siglos XV al XVII, con unas 300 piezas, muchas de ellas virtuosamente labradas: aldabas, cerraduras, tiradores, clavos...
La artesanía de las Américas incluye lacas virreinales, búcaros de Indias (muy cotizados en la Europa de los siglos XVII y XVIII) y platería peruana.

### Siglos XV al XVIII
Entre los pintores representados se cuentan Miguel Alcañiz, Antonio Moro (Retrato del duque de Alba), El Greco (San Jerónimo penitente, Piedad, la miniatura Retrato de caballero), Luis de Morales (Ecce Homo, La Virgen con el Niño), Alonso Cano (un Retrato de eclesiástico firmado, raro en su producción), Murillo (El hijo pródigo), Zurbarán (Santa Emerenciana, Santa Lucía), Juan de Valdés Leal (Cristo camino del Calvario), Antonio de Pereda, Juan Carreño de Miranda (Retrato de Carlos II con armadura, La Inmaculada Concepción de 1670)... Especialmente notable es el gran lienzo La capilla ardiente de María Luisa de Orleans pintado por Sebastián Muñoz. Huntington adquirió como original de José de Ribera El éxtasis de María Magdalena (h. 1660-65), que ahora se atribuye a Luca Giordano.
Hay además ejemplos de los escultores Juan de Juni, Pedro de Mena y Luisa Roldán, de quien se guardan cinco terracotas policromadas; entre ellas Desposorios místicos de santa Catalina, Éxtasis de María Magdalena y Descanso de la Sagrada Familia en la huida a Egipto.
Entre las joyas de la colección se encuentra La duquesa de Alba vestida de negro (1797), de Goya, autor también de los destacables retratos de cuerpo entero de Manuel Lapeña (1799) y El general Alberto Foraster (1804), y de otro de medio cuerpo de El cantante Pedro Mocarte (h. 1805-06). De este último, la misma institución posee una hábil copia pintada por Mariano Fortuny.
De similar importancia son las tres pinturas de Diego Velázquez, que conforman uno de sus mejores repertorios fuera de España: Retrato de niña (h. 1638-40), El cardenal Astalli (h. 1650) y El conde-duque de Olivares (h. 1628).
La pintura americana de raíz hispana arranca a principios del XVII con Alonso Vázquez (San Sebastián), quien partió de Sevilla hacia México en 1603, y tiene por uno de sus principales representantes a José Campeche, discípulo de Luis Paret en el siglo XVIII.

### SiglosXIXyXX
El repertorio de pinturas del siglo XIX y de principios del XX es muy extenso: José de Madrazo, Federico de Madrazo (Retrato del pintor Ingres, 1833), Carlos Luis de Ribera, Emilio Sala, Francisco Domingo Marqués, Ignacio Pinazo, Martín Rico, Aureliano de Beruete, Ramón Casas, Mariano Fortuny, Santiago Rusiñol, Anglada Camarasa, Isidro Nonell, José Gutiérrez Solana, Ramón de Zubiaurre...
El magnate Huntington tuvo por uno de sus artistas predilectos a José María López Mezquita; reunió 70 obras de él, entre ellas un retrato del mecenas de cuerpo entero. Otro de los pintores favorecidos por el ávido coleccionista estadounidense fue el catalán Miquel Viladrich Vila (34 pinturas). Ignacio Zuloaga fue otro de los pintores preferidos por Huntington; la Hispanic Society guarda varios de sus cuadros más grandes y conocidos (Los flagelantes, La familia del torero gitano), un Retrato de Miguel de Unamuno y un autorretrato que Zuloaga entregó como regalo.

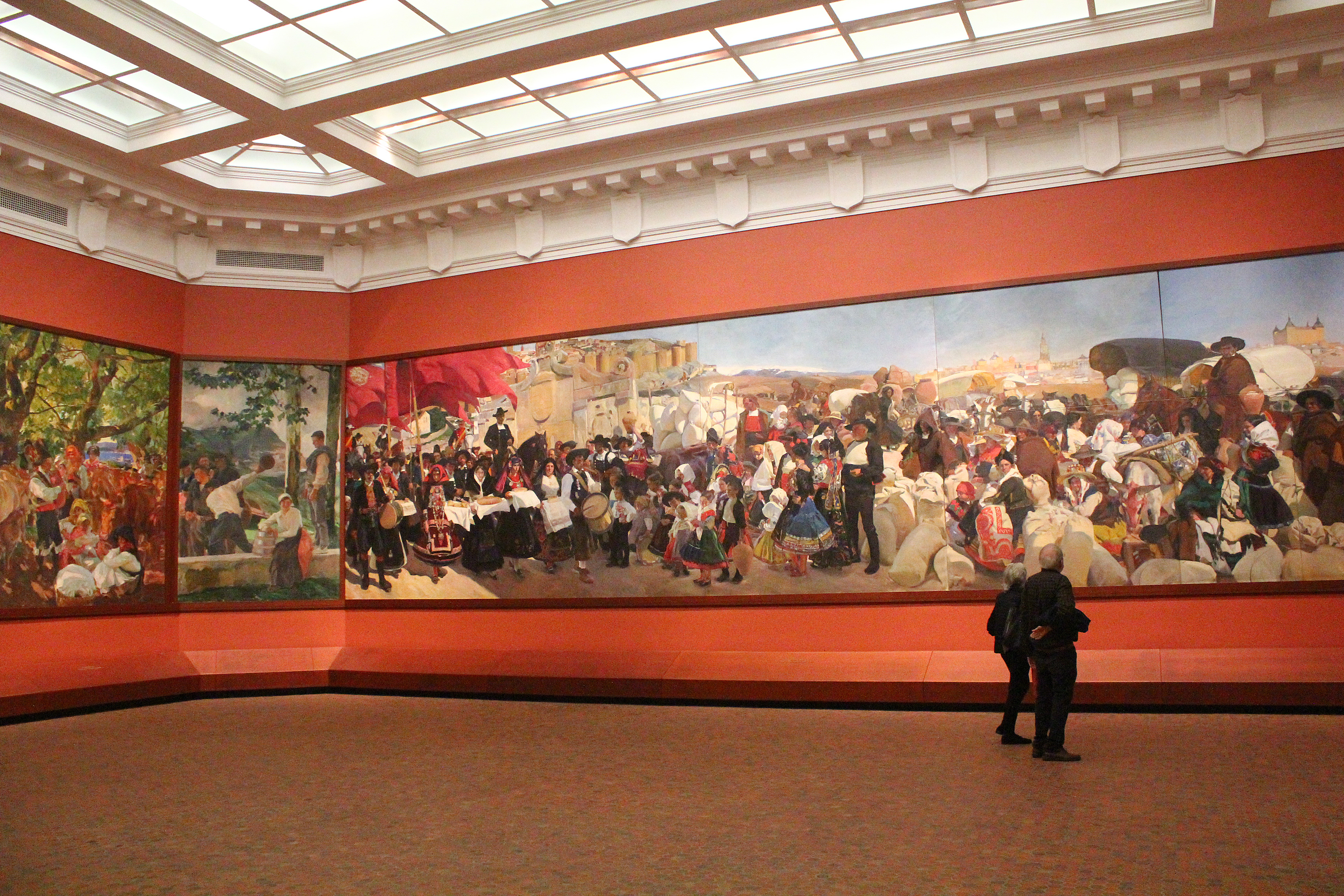
Sala de la serie Las regiones de España, encargadas a Sorolla y concluidas en 1919.

### Joaquín Sorolla
El artista con más obra, cuantitativa y cualitativamente, en el ámbito del museo y la institución, fue Joaquín Sorolla. El magnate Huntington había conocido su arte en una exposición en Londres, y en 1909 le organizó una generosa antológica en la recién inaugurada Hispanic Society que causó sensación: en apenas un mes atrajo casi 660.000 visitas. Ello fue el inicio de una fructífera relación de mecenazgo, que dio lugar a muchas pinturas de Sorolla de gran formato y realizadas por expreso encargo; destaca la sala con los 14 lienzos dedicados a Las regiones de España realizado de 1911 a 1919. Debido a obras de restauración, estas pinturas sobre lienzo se desmontaron y enviaron temporalmente a España, donde se expusieron en una muestra itinerante por varias ciudades que se cerró, en 2009, en el Museo del Prado de Madrid y en Valencia.
Entre las restantes obras de Sorolla destaca un conjunto de retratos de los principales literatos y sabios de la España de la época: Antonio Machado, Juan Ramón Jiménez, Vicente Blasco Ibáñez, Benito Pérez Galdós, Aureliano de Beruete, Azorín, Emilia Pardo Bazán, Pío Baroja, Menéndez y Pelayo, Manuel Bartolomé Cossío, Leonardo Torres Quevedo o José de Echegaray, entre otros.

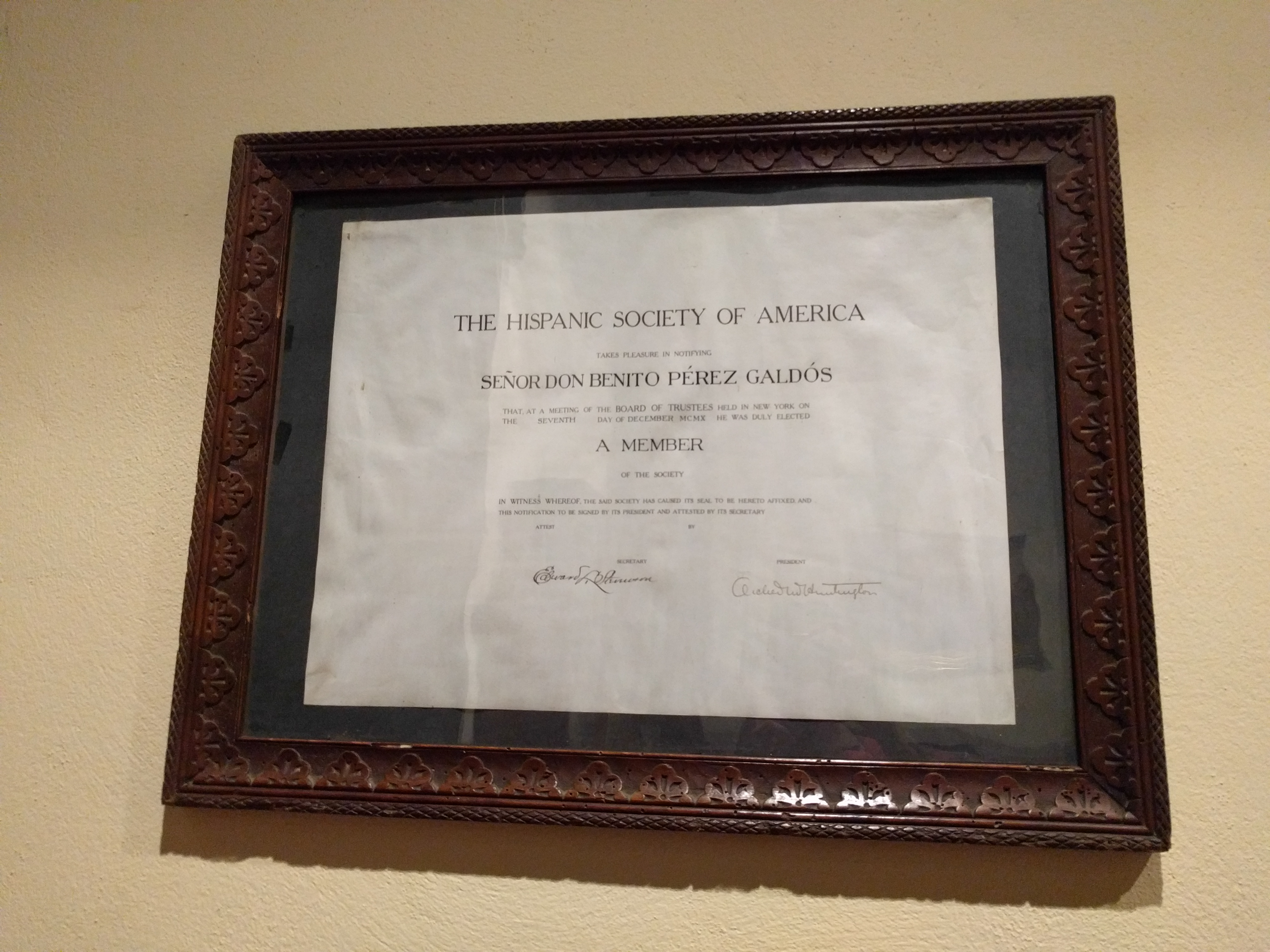
Certificado de miembro de la Hispanic Society of America de Benito Pérez Galdós.

## Biblioteca
La biblioteca alberga más de 15.000 libros impresos antes de 1701, de los cuales hay 250 incunables; uno de ellos es la editio princeps de La Celestina (Burgos, 1499). Entre los libros que custodia, se encuentra una rica colección de la escritora novohispana sor Juana Inés de la Cruz, la primera edición del Quijote e infinidad de rarísimos impresos españoles.
La colección de manuscritos de la Sociedad Hispánica es la más destacada fuera de España, con documentos como el primer Fuero Real de Castilla, el de Aguilar de Campoo (Palencia), y dieciséis privilegios rodados de los siglos XIII al XV. Por esta razón es un centro de documentación esencial para investigadores de la cultura hispánica de todo el mundo y paraíso de bibliófilos. Entre los manuscritos más preciados se encuentra el original de El alguacil endemoniado, uno de los Sueños de Quevedo, y otros documentos medievales.

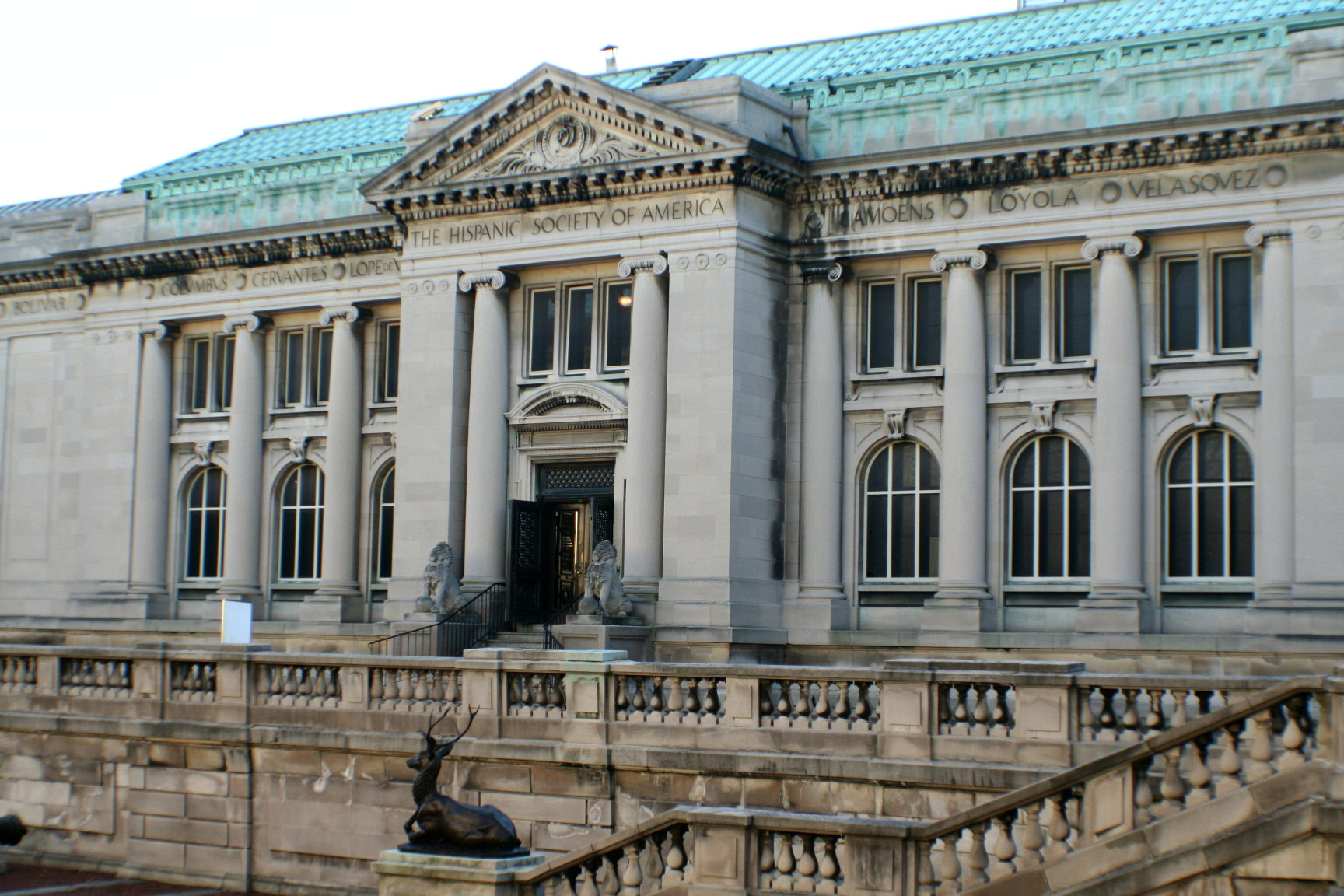
Fachada de la sede, sobre Audubon Terrace.

Excepcional es el conjunto de cartas de personajes célebres, desde el emperador Carlos V e Isabel I de Inglaterra hasta Francisco de Goya, pasando por Rubens y una rarísima carta autógrafa de Diego Velázquez, escrita pocas semanas antes de fallecer.
Lo más significativo de la sección de manuscritos y libros raros —que reúne 200.000 ejemplares de los siglos XI al XX— es la colección de Manuel Pérez de Guzmán y Boza, primer Marqués de Jerez de los Caballeros. Cuando Huntington la adquirió en 1904 al marqués, se decía que era la mejor biblioteca de libros españoles de todo el mundo. Son 10 000 obras, entre impresos y manuscritos, y cuando salieron de España, Marcelino Menéndez Pelayo dijo que se trataba de «una pérdida peor que la de Cuba». Destaca el mapamundi realizado por Juan Vespucio —sobrino del navegante Américo Vespucio— en 1526 que incluye la representación más temprana y precisa del Golfo de Florida y el Manual de instrucciones para los pilotos de mar, un libro de la Universidad de Mareantes de mediados del XVI. También posee la primera edición de Tirant lo Blanch (1490) y obras de Alfonso X el Sabio, Antonio de Nebrija, el Marqués de Santillana o la ya citada primera edición de El Quijote.
Otra parte de los fondos de la biblioteca de la Hispanic Society pertenece a autores del XX que fueron amigos personales de Huntington: cartas, manuscritos y ediciones firmadas de Rubén Darío, Unamuno, Juan Ramón Jiménez, Emilia Pardo Bazán o Antonio Machado y, aunque Huntington no llegó a conocer a Federico García Lorca, se conserva la versión original a máquina con anotaciones manuscritas de Amor de don Perlimplín con Belisa en su jardín, que formaba parte de la donación que realizó Mildred Adams, estudiosa de Lorca.

## Reforma y ampliación

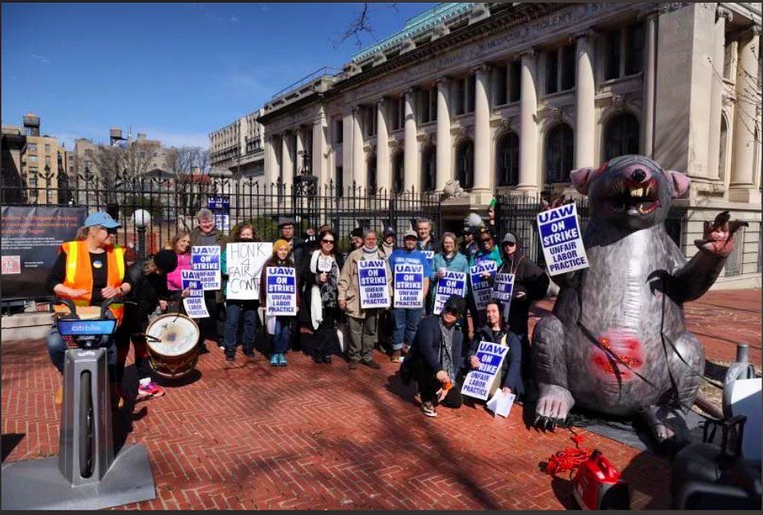
Trabajadores de la sede en huelga.

En 2017, se iniciaron los trabajos de remozamiento de la sede de la Hispanic Society, presupuestados en 15 millones de dólares. Las obras hicieron necesaria la retirada de las piezas artísticas, y una selección de dos centenares de ellas se llevó en exposición itinerante, inaugurada en el Museo del Prado de Madrid en la primavera de 2017 y que se saldó con gran éxito de público: 485.000 visitas en cinco meses.

## Miembros honorarios
Entre sus miembros honorarios cabría recordar al institucionista Rafael Altamira, a Francisco Rodríguez Marín, cervantista y director de la Biblioteca Nacional de España o a Enrique Granados, entre los españoles; a Guillermo Tovar de Teresa, historiador mexicano, y al historiador chileno José Toribio Medina, en 1905, entre muchos otros.